# Rząd Josepha Goebbelsa
Rząd Josepha Goebbelsa – 30 kwietnia 1945 – 1 maja 1945, miał stanowić rząd Rzeszy Niemieckiej pod kierownictwem Josepha Goebbelsa, w składzie określonym w testamencie politycznym przez Adolfa Hitlera. W praktyce, choć określony personalnie, nigdy się nie zebrał i nie funkcjonował.

## Członkowie gabinetu
Przedstawiony w dokumencie skład gabinetu:
- Prezydent Rzeszy – Karl Dönitz
- Kanclerz Rzeszy – Joseph Goebbels
- Minister Partii – Martin Bormann
- Minister Wojny – Karl Dönitz
- Naczelny Dowódca Wehrmachtu – Ferdinand Schörner
- Minister Uzbrojenia – Karl Saur
- Minister Spraw Wewnętrznych – Paul Giesler
- Minister Gospodarki – Walther Funk
- Minister Spraw Zagranicznych – Arthur Seyss-Inquart
- Minister Policji – Karl Hanke
- Przywódca Frontu Pracy – Robert Ley